# Loi du référendum national
La loi du référendum national (Ley del Referéndum Nacional) de 1945 est l'une des huit lois fondamentales du franquisme et prévoit la possibilité de soumettre à référendum ou à plébiscite toute loi élaborée par Franco et par son gouvernement.
Seraient appelés aux urnes tous les hommes et toutes les femmes de la nation âgés de plus de 21 ans. Il incombait au gouvernement de dicter les dispositions complémentaires visant à élaborer les listes électorales et à faire appliquer cette loi.

## Sources
- (es) Cet article est partiellement ou en totalité issu de l’article de Wikipédia en espagnol intitulé « Ley del Referéndum Nacional » (voir la liste des auteurs).